# سلنیت سدیم
سلنیت سدیم (به انگلیسی: Sodium selenite) یک ترکیب شیمیایی با شناسه پاب‌کم 24934 است. 
شکل ظاهری این ترکیب، جامد بی‌رنگ است.